# أبو القاسم صفدري
أبو القاسم صفدري (1928 - 20 مايو 2014) كاتب وشاعر وصحفي إيراني.

## سيرته
ولد أبو القاسم بن عبد الأحد صفدري عام 1928 في زنجان في عائلة محب الأدب وتعلم بها وطهران. تخرج بشهادة ليسانس في الحقوق القانونية من جامعة طهران. أسس جريدة زنجان في عام 1949 وقام بنشرها حتى 1953. عين رئيسا لبلدية زنجان من 1956 حتى يناير 1964 وفي هذه الفترة، افتتح أول فندق حديث في زنجان يوم 19 يناير 1963. انتهاء من الخدمة الحكومية في يناير 1964 وسكن طهران وعمل في الكتابة والشعر.

في نهاية حياته، كان يعاني من مرض الزهايمر وتوفي يوم 20 مايو 2014 في زنجان.

## أعماله
- الحرب العالمية الثانية: ترجمة من الفرنسية
- بديع
- عروض
- مختارات من النثر العربيّ
- اشعاره